# Chrysotoxum bicinctus
Chrysotoxum bicinctus là một loài ruồi trong họ Ruồi giả ong (Syrphidae). Loài này được Linnaeus mô tả khoa học đầu tiên năm 1758. Chrysotoxum bicinctus phân bố ở vùng Cổ Bắc giới